# Hospital del estado de Utah
El Hospital del estado de Utah (en inglés: Utah State Hospital) es un hospital psiquiátrico ubicado en Provo, Utah, al oeste de los Estados Unidos de América. El superintendente actual es Dallas Earnshaw.[cita requerida]
El Hospital estatal de Utah comenzó como el Asilo Territorial de enfermedades mentales en 1885 en Provo, Utah, con el propósito de dar albergue y tratamiento a las personas consideradas enfermas mentales y tratar de devolverlos a niveles normales. 